# Mayottehoningzuiger
De Mayottehoningzuiger (Cinnyris coquerellii; synoniem: Nectarinia coquerellii) is een zangvogel uit de familie Nectariniidae (honingzuigers).

## Verspreiding en leefgebied
Deze soort is endemisch op de Comoren op het eiland Mayotte.